# CISV България
CISV (по-рано позната като Children's International Summer Villages) е образователна, благотворителна, независима, неполитическа, нерелигиозна, съставена от доброволци, неправителствена организация с идеална цел, работеща в сферите:
- образование за мир,
- междукултурно приятелство и
- изграждане на глобално активно гражданско общество.

CISV България е пълноправна национална асоциация, т.е. автономно подмножество, на CISV International, която от своя страна представлява глобална общност от доброволци, създаващи възможности за хора от всички възрасти да се обогатят от културното разнообразие чрез набор от образователни програми.
Организацията е създадена върху вярата, че мир може да се постигне чрез приятелство, а истинската промяна може да бъде постигната, като се започне от децата.
Образователните цели на CISV се постигат чрез взаимодействието на три ключови елемента:
- Образователни принципи (виж съответната секция по-надолу в тази статия)
- Образователен подход и инструменти (виж съответната секция по-надолу в тази статия)
- Образователни програми (виж съответната секция по-надолу в тази статия)

Доброволците на организацията използват доказалите се техники и материали от Образователен подход и инструменти при провеждането на мероприятия, които се наричат Образователни програми, за да преподават на деца и младежи ценностите, чиято есенция се съдържа в Образователните принципи.

## История и философия

### CISV International
CISV International е основана през 1951 г. от американската психоложка д-р Дорис Т. Алън и е официално регистрирана в Нюкасъл ъпон Тайн, Англия.
След опустошението на Втората световна война много хора се съсредоточават върху инициативи за изграждане и поддържане на мира. Една такава идея грабва вниманието на детския психолог д-р Дорис Алън. Предложението е за създаване на висш иснститут за мирно образование към ЮНЕСКО, който да включва многообразни дисциплини. Идеята за детски лагери, днес познати като CISV International, е създадена от д-р Алън през 1946 под името Международни детски летни селища, но впоследствие се запазва само съкращението без зад четирите букви да стоят конкретни думи. Като специалист в областта на растежа и развитието тя не е съгласна с твърдението, че фокусът на мирното образование трябва да е върху възрастните. Нейното основно вярване е, че „основният извор на мир в дългосрочен план са децата“. На това убеждение се основава и визията ѝ за събиране на деца от цял свят, където те да се научат да уважават различните и общи ценности, които притежават. Това е основата на образователните програми на CISV. Важен акцент е, че д-р Алън осъзнава нуждата преживяванията на участниците в програмите да бъдат научно анализирани и надлежно документирани, като по този начин се допринася към глобалните проучвания и диалог в сферата.
През 1951 в Синсинати, Охайо, САЩ се провежда първият CISV Village с 11-годишни делегати от осем държави.
От създаването си CISV International поддържа официални връзки с ЮНЕСКО.
През 1977 CISV International е приета като член на Международната конференция на неправителствените организации при Съвета на Европа.
През август 2001 на специална церемония в комплекса, където се е провел първият Village, е открита скулптура, символизираща приятелството и сътрудничеството в CISV.
През 2006 организацията предприема мащабно обновяване на визуалната си идентичност, създават се ново лого, слоган и правила за дизайн на публикации и уебсайтове.
През годините стабилно и убедително нараства броят на страните, участниците и дейностите на организацията. Към 2010 г., близо 60 години след първия лагер, CISV оперира чрез своите Национални асоциации и Промоционални асоциации в над 60 държави по целия свят, а повече от 220 000 души са участвали в над 5000 международни програми.

### CISV България
- 1989 – CISV България е основана от Галина Тодорова, която и изпълнява длъжността Президент на CISV България.
- 1990 – България изпраща първата си CISV делегация, лагерът е Village в Модена, Италия. Галина Тодорова е ръководител на делегацията.
- 2006 – Организацията изживява трудни времена, губи много кадри, разпада се структурно, дейността ѝ е практически преустановена.
- 2007 – След активната и всеотдайна намеса на международната организация в лицето на Алфред Щайнвендер (Австрия) (на немски: Alfred Steinwender) CISV България се възражда, назначено е частично ново ръководство, започва усилена работа по подготовката на първото за страната домакинстване на международна програма.
- 2008 – В България за първи път се провежда международна CISV програма, лагерът е Seminar Camp и се провежда в лагерна база Шумнатица.
- 2010 – След 17-годишно прекъсване CISV България възобновява участието си на AIM – ежегодната световна конференция на CISV International.

## Атрибути и символи
Тъй като CISV е толерантна, но подчертано нерелигиозна и неполитическа организация, не се допуска никакво тълкуване на символите и ритуалите ѝ в контекста на която и да е религиозна или политическа философия.
CISV International се идентифицира основно чрез своите лого, слоган, знаме и химн.
Актуалното лого и съдържащия се в него слоган building global friendship (от английски: съграждане на глобално приятелство) са въведени в официална употреба като част от мащабно обновяване на визуалната идентичност на организацията от 2006. Тогава освен тях се въвеждат и набор от правила за използването на визуални елементи, цветове, логотипи и шрифтове. Логото е разработено в множество варианти – съответно за всяка Национална асоциация, Промоционална асоциация и образователна програма на CISV, от там и логото на CISV България.
Както логото използвано до 2006 година, придобило популярност като „старото лого“, така и актуалното лого представляват стилизирани изображения на хора, държащи се за ръце, обграждащи Земното кълбо. Символиката е очевидна – приятелство и разбирателство в името на един по-мирен свят.
Освен горецитирания официален слоган както във вътрешната, така и в публичната комуникация на организацията се срещат още редица кратки послания, имащи претенцията да изразяват идеите и целите на CISV. Сред тях са:
- CISV makes the world smaller („CISV прави света по-малък“)
- For a more just and peceful world („За един по-справедлив и мирен свят“)

Знамето на организацията е с хоризонтална ориентация и изобразява логото върху бял фон. Традициите на CISV диктуват по време на провеждане на образователна програма знамето да бъде издигано в началото на всеки ден и съответно сваляно с приключването на деня. Издигането и свалянето на знамето представляват мини-церемония, при която всички участници в образователната програма се подреждат в кръг, държейки се за ръце, с лице към пилона за знаме, който се пада в центъра на кръга, всички в един глас пожелават „добро утро“ или съответно „лека нощ“ на делегатите от всяка една представена в програмата държава последователно, като пожеланието се изрича на съответния за държавата език, след което всички изпяват химна на организацията, докато дежурен участник издига или съответно сваля знамето.
Кръгът присъства в практиката на CISV като основна подредба на участниците при провеждане на образователни мероприятия. Това се дължи както на факта, че при такава подредба всеки от участниците вижда всички останали участници, така и на популярността на кръга като символ на устойчивост и равнопоставеност, а когато участниците се държат за ръце – и на приятелство, толерантност и разбирателство, което е в унисон с философията на организацията.
Химнът на организацията е озаглавен Песен на CISV и има следния текст на английски език и съответен превод на български:
| „ | Here in this village you may see Children living happily Different race and different land Here we come to understand One another’s point of view Learning through the things we do How alike am I to you Here we live and eat and sleep Talk and laugh and sometimes weep Here we share our hopes and fears Build a bridge across the years Sow a seed and plant a tree Beneath whose branches there may be All the nations gathered free That our children so may grow In a world we did not know Sharing all they have to give Learning how to love and live In our hands the future lies Seize the moment there it flies Stamp the present with an act Dare to make our dream a fact | “ |

| „ | Тук, в този лагер, може да видите Деца щастливи да живеят От различни раси и различни страни Тук ние идваме, за да разберем Гледните точки един на друг Научавайки чрез нещата, които правим Колко си приличаме аз и ти Тук ние живеем, и ядем, и спим Говорим и се смеем и понякога плачем Тук ние споделяме своите надежди и страхове Градим мост през годините Посяваме семе и засаждаме дърво Под чийто клони някога може би Всички нации ще живеят задружни и свободни Така нашите деца ще могат да растат В един свят за нас непознат Споделяйки всичко, което имат Учейки се да обичат и живеят В нашите ръце бъдещето лежи Да сграбчим момента преди да отлети Да отбележим настоящето с дела Да се осмелим да превърнем мечтата си във факт | “ |

Забележка. В първоначалния текст на първия куплет са били изброени французи, норвежци, шведи, датчани, британци, германци, американци, мексиканци и австрийци – нациите взели участие в първия CISV лагер през 1951:
„Here in this village you may see

children living happily.

French, Norwegian, Swede and Dane,

British, German, American,

Mexican and Austrian too,

learning through the things we do,

how alike am I to you.“

## Административна структура

### CISV International
В международен план организацията има следните административни единици и съответните връзки между тях:
- Борд на попечителите – най-висшият орган на управление на CISV International. Състои се от попечителите на всички национални асоциации, т.е. по един представител от държава, като всички те са равнопоставени – гласовете им са с еднаква тежест. Заседава веднъж годишно по време на ежегодна международна среща, която е световна конференция на CISV, а до 2001 се е наричала Международна среща на борда. Бордът взима решения относно глобалната стратегия, административната структура, разпределението на образователните програми по държави, одобрява бюджетите на международните структури, периодично провежда избор за IEC (виж по-долу).
- Международен изпълнителен комитет – оперативното ръководство на организацията. Състои се от Международен президент, Международен вицепрезидент и трима Изпълнителни попечители. Длъжностите са индивидуално-изборни и имат мандат 3 години. Комитетът се избира чрез демократично гласуване от Борда на попечителите.
- Международен офис – административната централа на организацията. Намира се в Нюкасъл ъпон Тайн, Англия. Грижи се за контакта с Националните асоциации, обработва документацията, поддържа архив, осигурява база за проучване и статистика, подпомага дейността на Международните комитети, следи за нормалното причтичане на образователния процес. Длъжностите в офиса включват Генерален секретар, Отговорник образователна дейност, Отговорник административна дейност, Административни координатори и др. Назначенията за тези длъжности се осъществяват от комитета с одобрението на Борда на попечителите. За разлика от повечето дейци на CISV, вкл. попечителите и членовете на комитета, служителите в офиса са на щатни платени длъжности, а не доброволци.
- Международни комитети – съставени от доброволци работни групи по определени теми/проблеми. За всеки комитет Бордът на попечителите одобрява Председател и Вице-председател, които на свой ред сформират останалата част от екипа си. Според сферата си на дейност комитетите биват два типа:
  - Международни комитети по програми – Съществува по един Международен комитет за всяка Образователна програма: International Village Committee, International Seminar Camp Committee, и т.н.; и
- Международни комитети по дадена проблематика – Финансов комитет, Образователен комитет, Комитет по развитие, Комитет по информационни технологии и други.

### CISV България
Националните Асоциации на CISV имат пълна автономия на самоуправление и няма единен модел за административната им структура. Някои детайли са типични за всички Национални Асоциации по света, други варират значително между различните държави.
В България всички ангажирани със CISV са доброволци, няма платени длъжности. Висшето ръководно тяло на организацията е Национален борд, който опълномощава Президент и Попечител да извършват оперативното ръководство. Те на свой ред водят кадрова политика и определят Национален секретар, Ковчежник и Координатори по програми.

## Образователни принципи
Образователната дейност на CISV е систематизирана в следните четири сфери на образованието за мир:

### Разнообразие
Изучава личната индивидуалност и провокира въпроси относно мястото на човека в собствената му и глобалната общност.
Участниците в CISV разбират приликите между хората и ценят разликите между тях.

### Човешки права и социална справедливост
Проучва практическата същност на човешките права и въздействието им върху различните аспекти на живота. Разглежда нарушаването на човешките права като основен първоизточник на редица проблеми като бедност, насилие и беззаконие.
Участниците в CISV насърчават социалната справедливост и правото на равнопоставеност за всички.

### Разрешаване на конфликти
Проучва в дълбочина възникването на конфликти и търси адекватни мерки за достигане до мирно разрешение.
Участниците в CISV се научават да разрешават конфликти по мирен път.

### Устойчиво развитие
Разглежда начините за установяване на икономическо и социално добруване без накърняване на естествената среда чрез отговорно използване на природните ресурси. Участниците в CISV насърчават създаването на устойчиви решения на проблеми свързани с въздействието им върху обществото и естествената среда.

## Образователен подход и инструменти
В основата на образователната дейност на CISV стоят техниките образование чрез игрови техники, учене чрез лично преживяване и похватите на психодрамата, обединени в понятието дейности с образователно съдържание, които представляват игри, танци, мини-представления и други. Самият образователен подход остава непрозрачен за участниците в образователната програма, особено когато се работи с деца на възраст до 16 години. За тях цялото изживяване в CISV е низ от игри и забавления, те не съзнават, че са обект на образователна дейност.
През годините на съществуване на организацията наборът от дейности, представляващи дейности с образователно съдържание, е нараснал значително. Някои от тях несъмнено са съществували още преди възникването на CISV, една голяма част обаче са създадени именно на база натрупаното познание и опит при провеждането на ранните CISV програми. Организацията трупа всички образователни игри, както вече съществуващи така и нововъзникнали, в специален сборник наречен Книга с игри. В Книгата с игри наред с образователните фигурират и чисто спортни и развлекателни занимания – игри за забавление, които нямат пряко отношение към образователния процес, но допринасят за доброто настроение и добрия социален климат в рамките на една програма. Освен по възраст и размер на целевата група, игрите са категотизирани по образователни цели и подход:
- запознанство и научаване имената на участниците
- опознаване на останалите участнци
- насърчаване на общуването (вкл. невербална комуникация)
- екипна работа
- изграждане на доверие
- съприкосновение
- ролеви (вкл. драма и социални симулации)
- симулативни
- творчество и ръкоделия
- спортни / необразователни
- и други.

От 2008 започва разработването на електронна база данни на дейностите (на английски: activity database), чиято цел е постепенно да измести Книгата с игри като чрез използването на съвременните технологии предостави възможности за по-гъвкава категоризация и по-ефективно търсене.
За постигане на пълния образователен ефект на повечето дейности с образователно съдържание ключово значение имат дискусиите. На участниците се дава възможност да изразят мнения и впечатления за преживяното, често без те да съзнават – и за наученото, непосредствено след приключване на образователната игра. Образователните специалисти-доброволци (ръководители, младши ръководители и персонал) са обучени както да подбират, планират и представят образователните дейности, така и да организират последващите ги дискусии в зависимост от възрастта и моментната нагласа на участниците. В програмите, в които участниците са в по-зряла възраст (16 – 18 г.), като напр. Youth Meeting и Seminar Camp, дискусиите се превръщат сами по себе си в дейности с образователно съдържание.
Неизменни образователни инструменти на CISV са Голямото образователно ръководство и Паспортът на CISV за активно глобално гражданство или просто Паспортът. Докато ръководството е обширен труд, представящ в детайли цялата образователна философия на организацията, то паспортът е книжка джобен формат, която накратко разказва на общодостъпен език какво е CISV, какво прави организацията и как го постига.
В продължение на философията на Дорис Алън голямо внимание в организацията се отделя и на обратната връзка и оценката на образователните резултати. Чрез създадения през 2008 инструмент Формуляр за планиране и оценка, предназначен за директорите на програми се поставят ясни цели и критерии при оценката на резултатите от образователната дейност на следния принцип: за всяка програма са определени по 4 образователни цели, всяка цел е разложена на 4 индикатора (изисквания) за нейното изпълнение, за да се присвои положителен индекс на някой индикатор трябва да са налице доказателства за удовлетворяване на съответното изискване. Всяка от целите се счита за изпълнена при минимум 75% положителен индекс на нейните индикатори (поне 3 от 4). Този анализ се прилага индивидуално за всеки един участник във всяка една образователна програма.

## Образователни програми
За да може да се осъществи образователната дейност, всяка Национална асоциация и Промоционална асоциация в CISV излъчва участници в различни образователни програми. Самите програми се организират и домакинстват от Националните асоциации по целия свят. По този начин всяка страна има възможността да участва пълноценно като изпраща свои участници в програми в други страни и в същото време посреща делегати от цял свят.
| Програма                                                             | Формат            | Възникнала | Възрастова група | Продължителност                                     |
| -------------------------------------------------------------------- | ----------------- | ---------- | ---------------- | --------------------------------------------------- |
| Village /Детско селище/                                              | Лагер             | 1951       | 11 г             | 28 дни                                              |
| Interchange /Международен обмен/                                     | Обмен             | 1962       | 12 – 15 г        | Два етапа по 14 или 28 дни в рамките на една година |
| Summer Camp /Летен лагер/                                            | Лагер             | 1995       | 14 – 15 г        | 28 дни                                              |
| Seminar Camp /Семинарен лагер/                                       | Лагер             | 1972       | 17 – 18 г        | 21 дни                                              |
| Youth Meeting /Младежка среща/                                       | Лагер             | 1988       | 12 – 19+ г       | 8 или 15 дни                                        |
| International People's Project (IPP) /Международен проект за хората/ | Проект            | 2000       | 19+ г            | 14 – 23 дни                                         |
| Mosaic /Мозайка/                                                     | Проект            | 2005       | Всички възрасти  | Неограничено                                        |
| Junior Branch /Младежки клон/                                        | Постоянна дейност |            | 11 – 25 г        | Постоянно, целогодишно                              |
| Национален мини-лагер                                                | Мини-лагер        | 1996       | Всички възрасти  | 2 – 3 пъти годишно по 2 дни                         |

### Village /Детско селище/
CISV Village е 4-седмичен международен лагер. Той е първата форма, в която CISV съществува и все още стои в основата на образователната дейност на организацията. Концепцията е за транснационално и многоезично преживаване, в което се включват различни образователни, културни и спортни дейности, като всички те акцентират върху успешно мирно мултикултурно съжителство.
Лагерът се състои от 9 – 12 делегации, всяка делегация е съставена от 2 момчета, 2 момичета (всички на възраст 11 г.) и ръководител на възраст над 21 години. Лагерът се координира от Staff (образователно-технически-административен персонал) от 3 – 5 възрастни. Освен тях в лагера присъстват и 4 – 6 JC-та (младши ръководители) на възраст 16 – 17 г., чиято роля е да запълват празнината между поколенията на участниците и ръководителите като играят ролята на по-големи батковци и какички на децата в лагера.

### Interchange /Международен обмен/
Базирайки се на същите образователни принципи като лагерните програми на CISV, програмата Interchange представлява международен обмен и насърчава по-дълбока среща между две култури чрез настаняване на младите хора в семейства. Обменът се състои от два етапа, всеки от които е с продължителност 2 – 4 седмици. Етапите могат да бъдат последователни или осъществени в рамките на една година един от друг.
По време на първия етап едната делегация, състояща се от 6 – 12 младежи (по равен брой момчета и момичета) на възраст 12 – 13 или 14 – 15 г., ръководител на възраст над 21 г. и в повечето случаи младши ръководител на възраст 16 – 18 г., посещава друга държава, като по време на престоя им децата биват настанени в домовете на семейства, които имат деца от съответния пол и на същата възраст, а ръководителят и младши ръководителят биват настанени съответно в домовете на техните колеги от страната домакин. По време на втория етап реципрочно същото се повтаря като ролите на страните гост и домакин са разменени.
По време на всеки от двата етапа за цялата група (двете делегации) са организирани редица мероприятия – излети, срещи, посещения на забележителности, дискусии, тридневен мини-лагер и прочее. Това е ангажимент на лидерите и местните организации на CISV. По този начин се гарантира, че родителите от домакинстващите семейства не са постоянно ангажирани със заниманията на подрастващите, но има и достатъчно свободно време за семейни занимания.
CISV Interchange не само е силно културно изживяване за младите участници, но и въвлича цялото семейство и общността, в която те живеят, в CISV преживаването.

### Summer Camp /Летен лагер/
Насочен към най-младите тийнейджъри, лагерният формат Summer Camp насърчава участниците да поемат отговорност в ръководенето и планирането на програмата. Всеки лагер е съсредоточен върху различна образователна тема. Участниците заедно планират дейностите и дискутират върху избраната тема.
Лагерът се състои от 9 делегации, всяка от които включва 2 момчета и 2 момичета на възраст 14 – 15 години, придружени от ръководител на възраст над 21 години. Лагерът се ръководи от Staff (образователно-технически-административен персонал) от 3 – 5 възрастни.

### Seminar Camp /Семинарен лагер/
Програмата CISV Seminar Camp представлява 3-седмичен лагер, който се състои от 20 – 25 младежи и девойки на възраст 17 – 18 г. Характерно за програмата е, че участниците имат известна свобода за самоуправление – например как да се организира живота в лагера и прочее, като разбира се са под вещата опека на Staff (образователно-технически-административен персонал) от 5 възрастни. Образователната цел на Seminar Camp е да симулира едно миниатюрно интернационално активно гражданско общество и да даде на младежите и девойките възможност да участват във взимане на решения по демократичен път, както и за разрешаване на неизбежно възникващите конфликти с мирни средства, да се съобразяват с останалите членове на социална група, да управляват, но ида бъдат демократично управлявани, да носят лична морална отговорност за действията и решенията си, да изразяват ясно и да отстояват цивилизовано своите позиции, да изказват мнението си открито, но без да накърняват достойнството и личността на останалите. Ефектът върху личностното израстване на участниците е много съществен и се наблюдава, както по време така и с години след провеждането на лагера.
В периода 1959 – 1971 участниците в ранните Village програми самоинициативно организират т.нар. „лагери за повторни срещи“, като естествена еволюция на които през 1972 е създаден Seminar Camp като самостоятелна образователна програма.

### Youth Meeting /Младежка среща/
Целта на програмата CISV Youth Meeting е изграждане на личностни умения и регионален капацитет. Кратките регионални лагери с продължителност 8 или 15 дни се отличават с индивидуални теми, които позволяват на млади хора (между 25 и 35 участници на възраст 12 – 16, или 16 – 18, или 19+ г. + възрастни Staff (образователно-технически-административен персонал)) да проучват интеркултурни проблеми в регионален контекст. Програмата подсилва основните ценности на CISV, изгражда лидерски и организационни умения, докато насърчава продължаването на участието в организацията.

### International People's Project (IPP) /Международен проект за хората/
CISV IPP е новаторска програма, предназначена за хора на възраст 19+ г., която им дава възможност да образоват себе си и другите докато активно допринасят за развитието и благосъстоянието на дадена общност. В сътрудничество с местни организации в рамките на 14 до 23 дни делегатите от две или повече страни посещават чужда за тях държава и участват в практическа работа свързана с определена тема или проект, които са насочени пряко към решаването на конкретни практически проблеми и реални предизвикателства. Спецификата на темите и проектите е исключително разнообразна – околна среда, миграция, инфраструктура, образование, подпомагане при кризи и много други. Участниците също така правят проучвания по зададената тема в собствените си страни и провеждат образователни дейности свързани с нея. Допълнително обучение може да бъде осигурено от партниращи организации или други експерти в областта.

### Mosaic /Мозайка/
Местните общности са микросветове в глобален контекст. Местните програми на CISV се основават на същите принципи, на които и международните. Целта е хората да бъдат обвързани с техните местни общности по един пълноценен начин. Mosaic е програма, насочена към осъществяването на проекти. Тя дава възможност на отделни индивиди и цели клонове на организацията да променят заобикалящия ги свят, да се разпростират и да включват колкото се може повече хора. Всеки един проект е отделно начинание на CISV, свързано с потребностите и интересите на местна общност, и включва различна целева група. Не е задължително да се осъществява в лагерни условия, както е с много други програми на CISV, а трябва да е създаден в съответствие с нуждите и възможностите на дадения клон на CISV. Местните членове развиват проекти в сътрудничество с подобни организации и общности, използвайки образователен подход, състоящ се от три етапа – откриване, разбиране и създаване. Целта е участниците да придобият опит по един автентичен начин, а в по-общ план общността да бъде облагодетелствана.

### Junior Branch (JB) /Младежко движение/
JB e организация в организацията и представлява постоянна структура, а не ограничена във времето програма. Тази мини-общност е душата и сърцето на CISV, чрез нея младежта натрупва социален капитал. Работейки в мрежа, както на национално, така и на международно ниво, участниците, които са на възраст между 11 и 25 години, развиват междукултурни и лидерски умения чрез социално-образователни дейности. Младежите планират, организират и водят свои собствени занимания с разнообразни теми (като например социална справедливост, природа и много други) и взимат активно участие в административните отговорности на техните местни CISV структури. Младежките клонове се стремят към изграждане на общност, развитие на множество различни умения и подпомагане разпространението на мира чрез образование.